# Победнице европских првенстава у атлетици у дворани — троскок за жене
Прво Европско првенство у атлетици у дворани одржано је у Бечу 1970. године, али све до Европског првенства 1990. у Глазгову у програмима није било троскока у женској конкуренцији. У следећој табели дат је преглед победница у троскоку са постигнутим резултатима. Резултати су исказани у метрима.
| Европско првенство     |                                     | Резултат      |                                | Резултат |                                  | Резултат |
| Глазгов 1990. детаљи   | Галина Чистјакова · Совјетски Савез | 14,14 РЕП     | Хелга Ратке · Источна Немачка  | 13,63    | Ана Оливеира · Португалија       | 13,44    |
| Ђенова 1992. детаљи    | Инеса Кравец · Уједињени тим        | 14,15         | Софија Божанова · Бугарска     | 13,98    | Хелга Ратке · Источна Немачка    | 13,75    |
| Париз 1994. детаљи     | Ина Ласовскаја · Русија             | 14,88         | Ана Бирјукова · Русија         | 14,72    | Софија Божанова · Бугарска       | 14,52    |
| Стокхолм 1996. детаљи  | Ива Пранџева · Бугарска             | 14,54         | Шарка Кашпаркова · Чешка       | 14,50    | Олга Васдеки · Грчка             | 14,30    |
| Валенсија 1998. детаљи | Ешја Хансен · Велика Британија      | 15,16 СР, РЕП | Шарка Кашпаркова · Чешка       | 14,76    | Јелена Лебедјенко · Русија       | 14,32    |
| Гент 2000. детаљи      | Татјана Лебедева · Русија           | 14,68         | Кристина Николау · Румунија    | 14,63    | Ива Пранџева · Бугарска          | 14,63    |
| Беч 2002. детаљи       | Тереза Маринова · Бугарска          | 14,81         | Ешја Хансен · Велика Британија | 14,71    | Јелена Олејникова · Русија       | 14,30    |
| Мадрид 2005. детаљи    | Викторија Гурова · Русија           | 14,74         | Магдалин Мартинез · Италија    | 14,54    | Карлота Кастрехана · Шпанија     | 14,45    |
| Бирмингем 2007. детаљи | Карлота Кастрехана · Шпанија        | 14,64         | Олесја Буфалова · Русија       | 14,50    | Тереза Нзола Месо Ба · Француска | 14,52    |
| Торино 2009. детаљи    | Анастасија Таранова · Русија        | 14,68         | Марија Шестак · Словенија      | 14,60    | Дана Велдјакова · Словачка       | 14,40    |
| Париз 2011. детаљи     | Симона ла Мантија Италија           | 14,60         | Олесја Забара Русија           | 14,45    | Дана Велдјакова Словачка         | 14,39    |
| Гетеборг 2013. детаљи  | Олга Саладуха Украјина              | 14,88         | Ирина Гумењук Русија           | 14,30    | Симона Ла Мантија Италија        | 14.26    |
| Праг 2015 детаљи       | Јекатерина Коњева Русија            | 14,69         | Габријела Петрова · Бугарска   | 14,52    | Хана Књазјева-Миненко · Израел   | 14,49    |
| Београд 2017 детаљи    | Кристин Гириш · Немачка             | 14,37         | Патрисија Мамона · Португалија | 14,32    | Параскеви Папахристу · Грчка     | 14,24    |
| Глазгов 2019 детаљи    | Ана Пелетеиро · Шпанија             | 14,73         | Параскеви Папахристу · Грчка   | 14,50    | Олга Саладуха Украјина           | 14,47    |
| Торуњ 2021 детаљи      | Патрисија Мамона · Португалија      | 14,53         | Ана Пелетеиро · Шпанија        | 14,52    | Ниле Екхард · Немачка            | 14,52    |
| Истанбул 2023 детаљи   | Тугба Денишмаз · Турска             | 14,31         | Дарија Деркач · Италија        | 14,20    | Патрисија Мамона · Португалија   | 14,16    |
| Апелдорн 2025 детаљи   | Ана Пелетеиро-Компаоре · Шпанија    | 14,37         | Диана Ана Мариа Јон · Румунија | 14,31    | Сени Салминен · Финска           | 13,99    |
| Валенсија 2027         |                                     |               |                                |          |                                  |          |

## Биланс медаља
Стање после ЕП 2025.
|     | Земља            |    |    |    |    |
| --- | ---------------- | -- | -- | -- | -- |
| 1.  | Русија           | 5  | 4  | 2  | 11 |
| 2.  | Шпанија          | 3  | 1  | 1  | 5  |
| 3.  | Бугарска         | 2  | 2  | 2  | 6  |
| 4.  | Италија          | 1  | 2  | 1  | 4  |
| 5.  | Португалија      | 1  | 1  | 2  | 4  |
| 6.  | Велика Британија | 1  | 1  | -  | 2  |
| 7.  | Немачка          | 1  | -  | 2  | 3  |
| 8.  | Украјина         | 1  | -  | 1  | 2  |
| 9.  | Совјетски Савез  | 1  | -  | -  | 1  |
| 9.  | Уједињени тим    | 1  | -  | -  | 1  |
| 9.  | Турска           | 1  | -  | -  | 1  |
| 12. | Чешка            | -  | 2  | -  | 2  |
| 12. | Румунија         | -  | 2  | -  | 2  |
| 14. | Грчка            | -  | 1  | 2  | 3  |
| 15. | Источна Немачка  | -  | 1  | -  | 1  |
| 15. | Словенија        | -  | 1  | -  | 1  |
| 17. | Словачка         | -  | -  | 2  | 2  |
| 18. | Француска        | -  | -  | 1  | 1  |
| 18. | Израел           | -  | -  | 1  | 1  |
| 18. | Финска           | -  | -  | 1  | 1  |
|     | Укупно (20)      | 18 | 18 | 18 | 54 |

1. ↑  Екипа СССР је наступала као Уједињени тим

### Победници такмичења у дворани
- Победници светских првенстава у атлетици у дворани — троскок за мушкарце
- Победнице светских првенстава у атлетици у дворани — троскок за жене
- Победници европских првенстава у атлетици у дворани — троскок за мушкарце

### Победници такмичења на отвореном
- Освајачи олимпијских медаља у атлетици — троскок за мушкарце
- Освајачи олимпијских медаља у атлетици — троскок за жене
- Победници светских првенстава у атлетици на отвореном — троскок
- Победници европских првенстава у атлетици на отвореном — троскок за мушкарце
- Победнице светских првенстава у атлетици на отвореном — троскок за жене
- Победнице европских првенстава у атлетици на отвореном — троскок за жене
- Победнице универзијада — троскок за жене

### Развој рекорда
- Развој светског рекорда у троскоку за мушкарце на отвореном
- Развој светског рекорда у троскоку за жене на отвореном
- Развој светског рекорда у троскоку за жене у дворани
- Развој светског рекорда у троскоку за мушкарце у дворани